# Orla (Kleine Röder)
Orla, auch Orla-Graben sowie volkstümlich im Oberlauf auch Wachauer Dorfbach oder Saugraben, heißt der ca. 10 km lange Bach, der auf der Flur Wachau in etwa 255 m Höhe am Nordrand der Landwehr entspringt. Aus zwei Quellbächen wird der etwa einen Hektar große Landwehrteich gespeist, aus dem dann die Orla nordwärts in Richtung Wachau fließt.
Sie mündet im Unterdorf von Ottendorf-Okrilla in 175 Metern ü. HN in die Kleine Röder. Die Orla wird an mehreren Stellen, vor allem innerhalb der Ortslage Wachau, zu Teichen aufgestaut, u. a. werden auch der das Barockschloss Wachau vollständig umgebende Wassergraben und der Wachauer Schlossteich (Kirchteich) von der Orla gespeist.
Als Angelgewässer des DAV (Deutscher Anglerverband) wird die Orla unter der Gewässernummer D 07-08 auf 5 km Länge vom Gemeindegebiet Wachau bis zur Einmündung in die Kleine Röder geführt. Auch der Landwehrteich, der Dorfteich Wachau, der Fünfhufenteich und der (jedoch nicht von der Orla gespeiste) Sandteich sind DAV-Gewässer und werden vom Ortsverein „Rödertal Radeberg“ bewirtschaftet. Die Orla gilt als Forellengewässer.